# انتخابات ۱۹۷۶ مجلس نمایندگان ایالات متحده در ویرجینیا
انتخابات مجلس نمایندگان ایالات متحده در سال ۱۹۷۶ در ویرجینیا در ۲ نوامبر ۱۹۷۶ برگزار شد تا مشخص شود چه کسی نماینده مشترک المنافع ویرجینیا در مجلس نمایندگان ایالات متحده آمریکا خواهد شد. ویرجینیا ده کرسی در مجلس داشت که بر اساس سرشماری ۱۹۷۰ ایالات متحده آمریکا تقسیم شده بود. نمایندگان برای یک دوره دو ساله انتخاب می‌شوند.

## بررسی اجمالی
| انتخابات مجلس نمایندگان ایالات متحده در ویرجینیا، ۱۹۷۶ | انتخابات مجلس نمایندگان ایالات متحده در ویرجینیا، ۱۹۷۶ | انتخابات مجلس نمایندگان ایالات متحده در ویرجینیا، ۱۹۷۶ | انتخابات مجلس نمایندگان ایالات متحده در ویرجینیا، ۱۹۷۶ | انتخابات مجلس نمایندگان ایالات متحده در ویرجینیا، ۱۹۷۶ | انتخابات مجلس نمایندگان ایالات متحده در ویرجینیا، ۱۹۷۶ |
| مهمانی - جشن                                           | مهمانی - جشن                                           | رای                                                    | درصد                                                   | صندلی                                                  | +/-                                                    |
| ------------------------------------------------------ | ------------------------------------------------------ | ------------------------------------------------------ | ------------------------------------------------------ | ------------------------------------------------------ | ------------------------------------------------------ |
|                                                        | جمهوری‌خواه                                             | ۷۷۱٬۴۳۸                                                | ۵۲٫۷۴٪                                                 | ۷                                                      | +۲                                                     |
|                                                        | دموکراتیک                                              | ۵۶۵٬۰۴۴                                                | ۳۸٫۶۳٪                                                 | ۳                                                      | -۲                                                     |
|                                                        | استقلالی ها/نوشتن                                      | ۱۲۶٬۳۴۰                                                | ۸٫۶۴٪                                                  | ۰                                                      | -                                                      |
| جمع کل                                                 | جمع کل                                                 | ۱٬۴۶۲٬۸۲۲                                              | ۱۰۰٫۰۰٪                                                | ۱۰                                                     | -                                                      |